# 福島和敏
福島 和敏（ふくしま かずとし、1942年〈昭和17年〉8月10日 - ）は、日本の政治家。元熊本県八代市長（1期）。元熊本県議会議員（3期）。

## 経歴
熊本県出身。明治学院大学社会学科卒。ブリヂストン八代社長、熊本県議会議員を3期務め（八代市選挙区）、民主・県民クラブに所属する。
2009年〈平成21年〉の八代市長選挙に立候補し、現職の坂田孝志を破って当選する。八代市長は1期務め、2013年〈平成25年〉の市長選挙に立候補し、再選を目指したが。元県議の中村博生に敗れた。